# توسعة المسجد الحرام
المسجد الحرام هو أعظم مسجد في الإسلام ويقع في قلب مدينة مكة في تهامة غرب المملكة العربية السعودية، تتوسطه الكعبة المشرفة التي هي أول بيت للناس وضع على وجه الأرض ليعبدوا الله فيه تبعاً للعقيدة الإسلامية، وهذه هي أعظم وأقدس بقعة على وجه الأرض عند المسلمين. والمسجد الحرام هو قبلة المسلمين في صلاتهم. سمى بالمسجد الحرام لحرمه القتال فيه منذ دخول النبي محمد إلى مكة المكرمة منتصرا ويؤمن المسلمون أن الصلاة فيه تعادل مئة ألف صلاة. ولأهمية المسجد البالغة لدي المسلمين أولي الخلفاء الراشدين ومن بعدهم الحكام والملوك اهتماما كبيراً بتوسيع مساحة المسجد نظراً لتزايد أعداد المسلمين في العالم وكانت أول توسعة للمسجد في التاريخ على يد أمير المؤمنين عمر بن الخطاب عام 17 للهجرة ومن بعدها وحتى اللحظة لاتزال توسعة المسجد في اتساع.

## فترة الصحابة

### عمر بن الخطاب
- كانت توسعة عمر بن الخطاب في العام السابع عشر من الهجرة وفيها تم زيادة مساحة المسجد 560 م2، فقد كان المسجد الحرام على عهده قد أتاه سيل جارف عرف بسيل " أم نهشل " نسبة إلى سيدة جرفها السيل، وقد اقتلع السيل مقام إبراهيم من موضعه الحالي فقام عمر برد الحجر إلى مكانه، ولم يكن بالمسجد جدران تحيطه، إنما كانت الدور مطله عليه من كل مكان، فضاق على الناس المكان فاشترى عمر البيوت القريبة من الحرم وهدمها، وقد رفض البعض أن يأخذ ثمن البيت، وامتنع أخرون عن البيع، فوضعت أثمان بيوتهم في خزانة الكعبة حتى أخذوها فيما بعد، ثم أحاط المسجد بجدار قصير، وقال عمر: " إنما نزلتم على الكعبة فهَو فناؤها، ولم تنزل الكعبة عليكم "".[1]

### عثمان بن عفان
قام أمير المؤمنين عثمان بن عفان، في عام 26هــ بزيادة مساحة المسجد لتصبح حوالي 4390 م2 ، وتقدر الزيادة بـ 2040 م2 تقريباً ، وفيها تم هدم البيوت التي تحيط بالمسجد الحرام، وأدخلت أرضها في المسجد، وكان عثمان بن عفان هو أول من أدخل الأروقة المسقوفة والأعمدة الرخامية للمسجد الحرام، حيث كان المسجد قبل ذلك متسعاً فسيحاً. وقد تعرض عثمان لما تعرض له عمر بن الخطاب من امتناع أصحاب البيوت عن بيعها واستلام أثمانها من أجل التوسعة، فما كان منه إلا أن ثمنها وأمر بهدمها على أصحابها، فصاحوا به فقال: «جرّأكم علي حلمي عنكم، فقد فعل بكم عمر هذا فلم يصح به أحد» فأمر بهم إلى الحبس، فشفع فيهم عبد الله بن خالد بن أسيد أمير مكة فأخرجهم وأخذوا قيمة دورهم.

## فترة الدولة الأموية

### عبد الله الزبير
قام عبد الله بن الزبير، بإعادة بناء الكعبة بعدما شب فيها حريق أثناء حصار جيش يزيد بن معاوية لمكة في نزاعه مع عبد الله بن الزبير، وانتهى الحصار بموت يزيد، وكانت هذة التوسعة في عام 60

### الوليد بن عبد الملك
في عهد الوليد بن عبد الملك كانت التوسعة الرابعة للمسجد سنة 91 هجرية، بعد أن أصابها سيل جارف، وقد زاد من مساحة المسجد، وأجمع كثير من المؤرخين على أن الوليد كان أول من استعمل الأعمدة التي جلبت من مصر والشام في بناء المسجد، وشيد الشرفات، ليستظل بها المصلون من حرارة الشمس.

## فترة الدولة العباسية

### أبي جعفر المنصور
كانت تلك الزيادة في الفترة من سنة 137 هـ إلى سنة 140 هـ فقد زاد في مساحة الركن الشامي الذي كانت به دار النخلة ودار الندوة في أسفله، وقد شيد منارة بالركن الشمالي والغربي، كما أمر بتبليط حجر إسماعيل بالرخام وأمر بتغطية فوهة بئرزمزم بشباك.

### المعتضد بالله
قام المعتضد ببعض الترميمات والتوسعة من سنة 281 هـ إلى سنة 284 هـ، فأمر بهدم دار الندوة وجعلت رواقاً من أروقة المسجد، وأدخل فيها من أبواب المسجد الحرام ستة أبواب، وأقيمت فيه الأعمدة، وسقف بخشب الساج، كما قام بإنشاء اثني عشر باباً من الداخل، وثلاثة أبواب من الخارج، وتمت الزيادة في ثلاث سنوات.

### المقتدر بالله
في فترة المقتدر بالله أضاف مساحة دارين للسيدة زبيدة أضيفت إلى مساحة المسجد سنة 306هـ، وأقام لها باباً كبيراً وهو المعروف الآن باسم «باب إبراهيم».

## فترة الدولة السعودية

### عبد العزيز بن عبد الرحمن اّل سعود
بعد أن التصقت البيوت بالمسجد وانفصل المسعى عنه وأصبح المسعي طريقاً علي جانبية المساكن والمتاجر وبعد أن اتسعت رقعة الإسلام كثيراً كان لابد من زيادة في مساحة المسجد لاستيعاب أعداد الحجاج فكان الملك عبد العزيز أول من شكل إدارة خاصة سُميت مجلس إدارة الحرم كان من مهامها القيام بإدارة شؤون المسجد الحرام ومراقبة صيانته وخدمته، وقام أيضاً الملك عبد العزيز بجمع المصلين في المسجد الحرام خلف إمام واحد بعد أن كانت تقام أربع جماعات داخل المسجد كلاً علي حسب مذهبه ومن أهم ما قام به الملك عبد العزيز:
- عام 1344 هـ تم صيانة المسجد وإصلاحه كلياً.
- عام 1346 هـ تم ترميم الأرقة وطلاء الجدران والأعمدة وإصلاح قبة زمزم.
- تم تركيب مظلاّت لوقاية المصلين من حرارة الشمس.
- تم تبليط ما بين الصفا والمروة بالحجر.
- في شعبان 1347هـ تم تجديد مصابيح الإنارة في المسجد الحرام وزيادتها حتى بلغت ألف مصباح.
- في 14 صفر 1373هـ عندما إدخلت الكهرباء إلى مكة المكرمة أُنير المسجد الحرام ووضعت فيه المراوح الكهربائية.

### سعود بن عبد العزيز ال سعود
بدأ مشروع توسعة المسجد في عهد الملك سعود في ربيع الآخر 1375هـ، حيث كانت مساحة المسجد حينها 28 ألف م2 يسع حوالي 50 ألف مصلٍ. وقد استغرقت التوسعة حوالي 10 سنوات. ووضع حجر الأساس للتوسعة في يوم الخميس 23 شعبان 1375هـ 5 أبريل 1956م. وقد شملت التوسعة على عدة مراحل بحيث تضم كل أجزاء المسجد وكانت الزيادات والصيانة لكل جزء علي الشكل الأتي:
- تم فتح شارع وراء الصفا، حتي يتم مرور الناس والسيارات بعيداً عن شارع المسعي وتبليط أرض المسعى بالأسمنت. وبناء المسعي من طابقين لإستيعاب أكبر عدد ممكن من الساعين بحيث بلغ طول المسعي من الداخل 394.5 م وعرضه 20 م ويبلغ أرتفاع الطابق الأرضي للمسعى 12م والطابق العلوي 9م.
- في سنة 1374هـ أنشأ بناية لسقيا زمزم أمام بئر زمزم.وصار بئر زمزم في القبو.
- بناء ثلاثة طوابق، والأقبية، والطابق الأرضي، والطابق الأول، مع بناء المسعى بطابقيه، وتوسعة المطاف، وقد زود قبو زمزم بصنابير الماء ومجرى للماء المستعمل.
- في سنة 1375هـ تم استبدال الشمعدانات الست بحجر إسماعيل عليه السلام بخمس نحاسية تضاء بالكهرباء.
- شملت التوسعة إزالة مبان كانت تضيق على المصلين والطائفين في صحن المطاف، مثل مظلة زمزم، وباب بني شيبة، والمقامات الأربعة، وشملت أيضًا تحويل مجرى مياة الأمطار بين جبل الصفا والمبنى العثماني، وتم إحداث الميادين والشوارع ومواقف للسيارات ودورات للمياه ومواضع للوضوء قريبة من المسجد الحرام في جميع جهاته على أحدث نظام في ذلك الوقت.

وفي سنة 1376هـ تم إضافة سلم متحرك للكعبة، وكان مغلفًا بالفضة ومنقوشًا بالذهب. 
وفي عام 1377هـ تم ترميم الكعبة، واستبدال سقفها الأعلى القديم بسقف جديد، وأبقى على السقف السفلي بعد ترميمه وتغيير الأخشاب التالفة فيه.

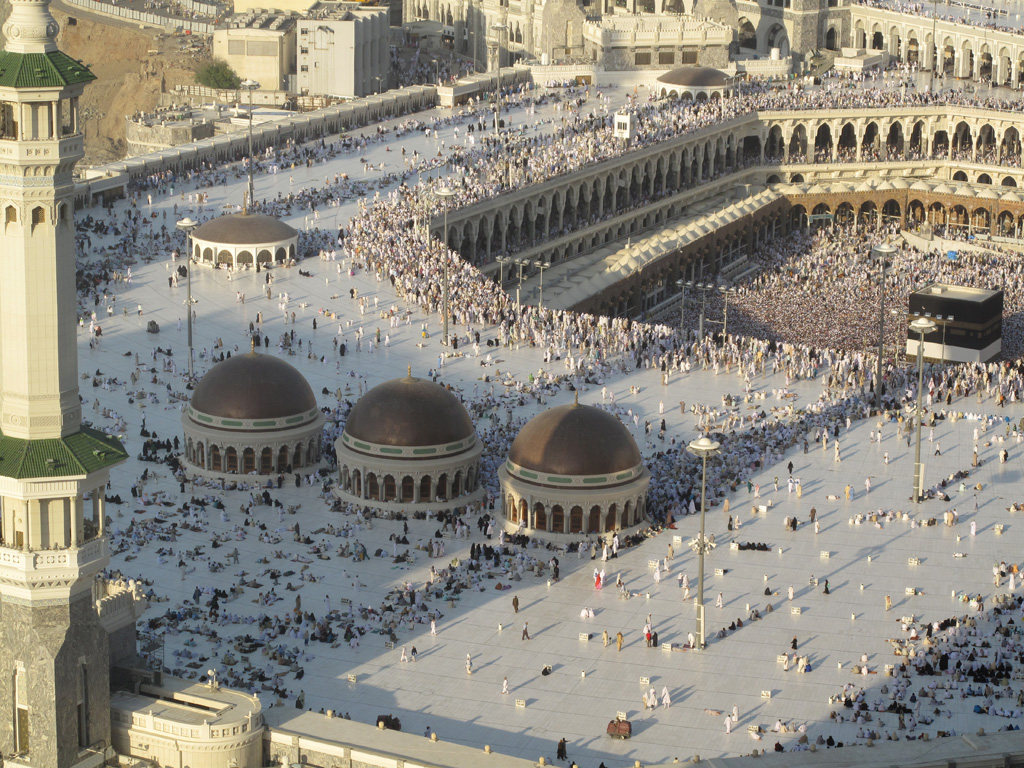
صورة تظهر توسعة الملك فهد ويظهر في الصورة السطح العلوي للتوسعة

### فهد بن عبد العزيز ال سعود
وضع الملك فهد بن عبد العزيز آل سعود حجر الأساس لما عرف بمشروع أكبر توسعة للمسجد الحرام منذ أربعة عشر قرناً. في 2 صفر 1409هـ الموافق 13 سبتمبر 1988م، وشملت هذه التوسعة إضافة جزء جديد إلى المسجد من الناحية الغربية، والاستفادة من السطح العلوي للمسجد والذي وصلت مساحته إلى -61 ألف م2 - استيعاب عدد أكبر من المصلين ليصل إجمالي القدرة الاستيعابية للحرم المليون ونصف المليون مصلي. كذلك تم بناء مئذنتين جديدتين ليصبح إجمالي عدد المأذن في وقتها 9 مآذن بارتفاع 89 متراً للمأذنه.
واشتملت التوسعة علي إضافة مبنى جديد إلي الحرم، يتكون من ثلاث أدوار بالإضافة إلى تهيئة السطح لاستقبال الزيادات في الحج ومواسم العمرة، وكان الدور الأرضي بمساحة 18 ألف م2 بارتفاع 4 أمتار، والدور الأول بمساحة 20 ألف م2 بارتفاع 9 أمتار، ودور أول علوي بمساحة 189 ألف م2 بارتفاع 9 أمتار. وتم تزويد مبنى التوسعة بنظام تكييف، وأنشئت محطة تبريد مركزية لتلطيف الجو بالماء المبرد على بعد 450 متراً في منطقة أجياد ولا يؤثر في راحة وسلامة المصلين، وتتكون من ستة طوابق وتحتوي على أحدث الأجهزة (وحدات معالجة ومكينات سحب وضخ) وترتبط المحطة بالتوسعة بنفق تمتد داخله أنابيب الدفع السحب للمياه بقطر 1100ملم في الاتجاهين. وشملت التوسعة تجهيز الساحات الخارجية، ومنها الساحة المتبقية من جهة السوق الصغير، والساحة الواقعة شرقي المسعى بمساحة إجمالية تبلغ (85.800) م2 تكفي لاستيعاب (195.000) مصل. وتصبح بذلك مساحة المسجد الحرام شاملة مبنى المسجد بعد توسعته، والسطح، وكامل الساحات (356,000) م2 تتسع لحوالي (773,000) مصل في الأيام العادية، أما في أوقات الحج، والعمرة، ورمضان فيزيد استيعاب الحرم ليصل إلى أكثر من مليون مصل.
كما يضم مبنى التوسعة مدخلاً رئيساً جديداً، و 18 مدخلاً عادياً، بالإضافة إلى مداخل المسجد الحرام الحالية، والبالغ عددها 3 مداخل رئيسة، و 27 مدخلاً عادياً، وقد روعي في التصميم إنشاء مدخلين جديدين للبدروم، إضافة إلى المداخل الأربعة الحالية.
ويتضمن مبنى التوسعة أيضاً مئذنتين جديدتين بارتفاع (89) متراً، تتشابهان في تصميمهما المعماري مع المآذن البالغ عددها سبع مآذن.
ولتسهيل وصول أفواج المصلين إلى سطح التوسعة في المواسم تم إضافة مبنيين للسلالم المتحركة: أحدهما في شمالي مبنى التوسعة، والآخر في جنوبية. ومساحة كل منهما 375 متراً مربعاً. ويحتوي على مجموعتين من السلالم المتحركة، طاقة كل مجموعة (15.000) شخص في الساعة. إضافة إلى مجموعتين من السلالم المتحركة داخل حدود المبنى على جانبي المدخل الرئيسي للتوسعة وقد صممت السلالم المتحركة بحيث تستطيع بالإضافة إلى وحدات الدرج الثابت الثماني خدمة حركة الحجاج والمصلين في أوقات الذروة، لا سيما كبار السن منهم دون عناء. وبذلك يصبح إجمالي عدد مباني السلالم المتحركة 7، تنتشر حول محيط الحرم والتوسعة لخدمة رواد الدور الأول والسطح.
ويبلغ عدد الأعمدة لكل طابق بالتوسعة 492 عموداً مكسوة جميعها بالرخام. وإليكم توسعة المسجد المكي الشريف (بالأرقام):
وقد بلغت تكاليف مشروع خادم الحرمين الشريفين لتوسعة المسجد الحرم الشريف بـ (مكة المكرمة) بما في ذلك نزع الملكيات (30,178.181.775) ريالاً سعودياً، أي (165، 818، 316، 11) دولار.

### عبد الله بن عبد العزيز ال سعود
ستنفذ هذه التوسعة من خلال ثلاثة محاور رئيسية، الأول هو التوسعة ذاتها للحرم المكي، ليتسع بعد التوسعة لمليوني مصل، والثاني الساحات الخارجية، وهي تحوي دورات المياه والممرات والأنفاق والمرافق الأخرى المساندة والتي تعمل على انسيابية الحركة في الدخول والخروج للمصلين. أما الثالث فمنطقة الخدمات والتكييف ومحطات الكهرباء ومحطات المياه وغيرها، وتصل مساحة التوسعة إلى 750.000 متر مربع، ويشتمل المشروع على توسعة ساحات الحرم من جهة الشامية، تبدأ من باب المروة وتنتهي عند حارة الباب وجبل هندي بالشامية وعند طلعة الحفائر من جهة باب الملك فهد. وهذه التوسعة عبارة عن ساحات فقط ومقترح إنشاء 63 برجاً فندقياً عند آخر هذه الساحات. وتوسعة صحن المطاف بهدم التوسعة العثمانية وتوسيع الحرم من الجهات الثلاث وقوفاً عند المسعى، حيث إن المسعى ليس من الحرم وتوسيع الحرم من جهة أجياد، كما تتم تعلية أدوار الحرم لتصبح 4 أدوار مثل المسعى الجديد حالياً، ثم تعلية دورين مستقبلاً ليصبح إجمالي التعلية 6 أدوار، وتشمل توسعة الحرم من ناحية المسفلة بهدم فندق الإطلالة وفندق التوحيد إنتركونتيننتال.